# Dorina Catineanu
Dorina Catineanu, née le 20 janvier 1954, est une athlète roumaine.

## Carrière
Elle remporte la médaille d'or du saut en longueur aux Championnats d'Europe d'athlétisme en salle 1975 à Katowice. Elle termine deuxième de l'épreuve à l'Universiade d'été de 1975 à Rome.